# Grimmia limbatula
Grimmia limbatula är en bladmossart som beskrevs av C. Müller 1896. Grimmia limbatula ingår i släktet grimmior, och familjen Grimmiaceae. Inga underarter finns listade i Catalogue of Life.